# الإعاقة في دولة فلسطين
تؤثر الإعاقة في دولة فلسطين على 2.1٪ من السكان، كما هو محدد في التعداد. يعاني حوالي نصف الفلسطينيين المعاقين من إعاقات حركية. يعتبر تعليم الأطفال ذوي الإعاقة مشكلة مع قلة الالتحاق بالمدارس.

## التركيبة السكانية
تؤثر الإعاقة على 2.1٪ من سكان دولة فلسطين، أي ما مجموعه 92.710 نسمة، بحسب التعداد العام للسكان والمساكن والمنشآت 2017. الغالبية (47109 شخصًا) يعانون من ضعف في الحركة، في حين أن الخمس تحت سن 18 عامًا. التوزيع الجغرافي مقسم بالتساوي تقريباً بين الضفة الغربية (48٪) وقطاع غزة (52٪). يعيش 75٪ في المناطق الحضرية، و 13٪ في المناطق الريفية، و 12٪ في المخيمات.

## التعليم
في عام 2017، بلغ معدل الأمية بين الأشخاص ذوي الإعاقة 10 سنوات فأكثر نسبة 32٪. وبلغت نسبة الأمية بين الذكور المعاقين 20٪، مقابل 46٪ للإناث. وبلغت نسبة الأمية في الضفة الغربية 35٪ مقابل 29٪ في قطاع غزة.
وفقًا لوزارة التربية والتعليم الفلسطينية، فقد كان هناك 4،823 طفلًا معاقًا في الصفوف من الأول إلى العاشر في المدارس الحكومية في الضفة الغربية، و 2،006 في قطاع غزة، خلال العام الدراسي 2015-2016.
وفقًا لـ"تقرير دولة فلسطين لعام 2018 حول الأطفال خارج المدرسة" الصادر عن اليونيسف، فإن الأطفال ذوي الإعاقة هم الأكثر عرضة للإقصاء من التعليم.

### الأطفال من سن 6 إلى 9 سنوات
في المجموعة التي تتراوح أعمارها بين 6 و 9 سنوات، لم يلتحق حوالي 32.5٪ من الأطفال ذوي الإعاقة بالمدرسة مطلقًا مقابل 0.9٪ فقط من أقرانهم غير المعاقين. وفي قطاع غزة بلغت النسبة 42.5٪ مقابل 27.7٪ في الضفة الغربية.

### من 10 إلى 15 عامًا
تم استبعاد حوالي 30.2٪ من الأطفال ذوي الإعاقة الذين تتراوح أعمارهم بين 10 و 15 عامًا من المدرسة مقارنة بـ 2.3٪ فقط من أقرانهم غير المعوقين. حوالي 22.1٪ من الأطفال المعاقين في هذه الفئة العمرية لم يلتحقوا بالمدرسة مطلقًا. تم استبعاد الفتيات ذوات الإعاقة في هذه الفئة العمرية بمعدلات أعلى (36.6٪) من الفتيان (26.3٪). يرجع الفارق بين الجنسين في الغالب إلى 28.5٪ من الفتيات ذوات الإعاقة لم يذهبن إلى المدرسة أبدًا، مقابل 18.3٪ فقط من الأولاد ذوي الإعاقة. في قطاع غزة، 33.2٪ من هذه المجموعة لم يلتحقوا بالمدارس، بينما بلغت النسبة في الضفة الغربية 28.3٪.

### شدة الإعاقة
يتم استبعاد الأطفال ذوي الإعاقات المتعددة بمعدلات أعلى (54.8٪) مقارنة بالأطفال ذوي الإعاقة الفردية (9.4٪). بالنسبة للأطفال متعددي الإعاقة الذين تتراوح أعمارهم بين 6 و 9 سنوات، قُدر معدل عدم الحضور بـ 49.2٪، و 44.3٪ للفئة العمرية بين 10 و 15 سنة. تؤثر نوع الإعاقة أيضًا على معدل الاستبعاد. يقدر أن 8.6٪ ممن يعانون من إعاقات جسدية كانوا خارج المدرسة، مقابل 22.6٪ يعانون من إعاقات نفسية أو ذهنية.

## الرياضة
شارك فريق فلسطيني في الألعاب البارالمبية الصيفية منذ دورة الألعاب البارالمبية الصيفية لعام 2000 في سيدني، أستراليا.